# Clasificación para la Copa Desafío de la AFC 2010
La Clasificación para la Copa Desafío de la AFC 2010 contó con la participación de 17 selecciones de Asia para definir a cinco clasificados a la Copa Desafío de la AFC 2010 a celebrarse en Sri Lanka en el mes de febrero.

## Participantes
La clasificación se basa en el ranking de la FIFA del mes de enero de 2009 (la posición entre paréntesis).
| Clasificados automáticamente                             | Sedes de la eliminatoria                                           | Otros participantes |
| -------------------------------------------------------- | ------------------------------------------------------------------ | --- |
| - Corea del Norte (116) - India (142) - Tayikistán (146) | - Maldivas (157) - Sri Lanka (164) - Nepal (174) - Bangladés (175) | 1. Turkmenistán (149) 2. Birmania (158) 3. Kirguistán (159) 4. Filipinas (162) 5. Pakistán (165) 6. China Taipéi (166) 7. Camboya (179) 8. Palestina (180) 9. Brunéi (182) 10. Afganistán (184) 11. Bután (189) 12. Mongolia (193) 13. Macao (197) |

 Laos,  Timor Oriental y  Guam decidieron no participar.

## Ronda preliminar
Macao y Mongolia se enfrentaron entre sí para definir a un clasificado al ser las selecciones peor ubicadas en el ranking de la FIFA en ese momento.
| 7-4-2009 | Macao                                  | 2–0     | Mongolia | Estádio Campo Desportivo, Macao                                 |                                                                 |
|          | Chan Kin Seng 22' · Leong Chong In 24' | Reporte |          | Asistencia: 500 espectadores Árbitro(s): Hettikamkanamge Perera | Asistencia: 500 espectadores Árbitro(s): Hettikamkanamge Perera |

| 14-4-2009                                          | Mongolia                                                  | 3–1 (Global 3-3) | Macao             | MFF Football Centre, Ulan Bator                        |                                                        |
|                                                    | Altankhuyag 55' · Geofredo 77' (a.g.) · Lkhümbengarav 89' | Reporte          | Chan Kin Seng 39' | Asistencia: 3000 espectadores Árbitro(s): Yu Ming-hsun | Asistencia: 3000 espectadores Árbitro(s): Yu Ming-hsun |
| Macao clasifica por la regla del gol de visitante. |                                                           |                  |                   |                                                        |                                                        |

## Fase de grupos

### Grupo A
| Pos. | Equipo        | Pts. | PJ | G | E | P | GF | GC | Dif. | Clasificación |
| ---- | ------------- | ---- | -- | - | - | - | -- | -- | ---- | ------------- |
| 1    | Birmania      | 9    | 3  | 3 | 0 | 0 | 7  | 1  | +6   | Clasificado   |
| 2    | Bangladés (H) | 6    | 3  | 2 | 0 | 1 | 5  | 2  | +3   | Clasificado   |
| 3    | Camboya       | 3    | 3  | 1 | 0 | 2 | 2  | 3  | −1   |               |
| 4    | Macao         | 0    | 3  | 0 | 0 | 3 | 1  | 9  | −8   |               |

 Fuente: RSSSF
| 26-4-2009 | Birmania                                                                       | 4–0     | Macao | Bangabandhu National Stadium, Dhaka                          |                                                              |
|           | Khin Maung Lwin 3' · Yazar Win Thein 15' · Pyaye Phyo Oo 48' · Myo Min Tun 59' | Reporte |       | Asistencia: 3600 espectadores Árbitro(s): Dmitriy Mashentsev | Asistencia: 3600 espectadores Árbitro(s): Dmitriy Mashentsev |

| 26-4-2009 | Camboya | 0–1     | Bangladés  | Bangabandhu National Stadium, Dhaka                            |                                                                |
|           |         | Reporte | Enamul 73' | Asistencia: 8060 espectadores Árbitro(s): Saeid Mozaffarizadeh | Asistencia: 8060 espectadores Árbitro(s): Saeid Mozaffarizadeh |

| 28-4-2009 | Macao           | 1–2     | Camboya                    | Bangabandhu National Stadium, Dhaka                  |                                                      |
|           | Che Chi Man 75' | Reporte | Vathanak 12' · Sokngon 66' | Asistencia: 6000 espectadores Árbitro(s): Ali Saleem | Asistencia: 6000 espectadores Árbitro(s): Ali Saleem |

| 28-4-2009 | Bangladés  | 1–2     | Birmania        | Bangabandhu National Stadium, Dhaka                       |                                                           |
|           | Enamul 12' | Reporte | Pai Soe 68' 77' | Asistencia: 14 000 espectadores Árbitro(s): Hajime Matsuo | Asistencia: 14 000 espectadores Árbitro(s): Hajime Matsuo |

| 30-4-2009 | Birmania              | 1–0     | Camboya | Bangabandhu National Stadium, Dhaka                            |                                                                |
|           | Yazar Win Thein 90+4' | Reporte |         | Asistencia: 2500 espectadores Árbitro(s): Saeid Mozaffarizadeh | Asistencia: 2500 espectadores Árbitro(s): Saeid Mozaffarizadeh |

| 30-4-2009 | Bangladés                   | 3–0     | Macao | Bangabandhu National Stadium, Dhaka                          |                                                              |
|           | Mamunul 38' · Zahid 68' 71' | Reporte |       | Asistencia: 8700 espectadores Árbitro(s): Dmitriy Mashentsev | Asistencia: 8700 espectadores Árbitro(s): Dmitriy Mashentsev |

### Grupo B
| Pos. | Equipo       | Pts. | PJ | G | E | P | GF | GC | Dif. | Clasificación |
| ---- | ------------ | ---- | -- | - | - | - | -- | -- | ---- | ------------- |
| 1    | Turkmenistán | 9    | 3  | 3 | 0 | 0 | 15 | 1  | +14  | Clasificado   |
| 2    | Maldivas (H) | 6    | 3  | 2 | 0 | 1 | 9  | 5  | +4   |               |
| 3    | Filipinas    | 3    | 3  | 1 | 0 | 2 | 3  | 8  | −5   |               |
| 4    | Bután        | 0    | 3  | 0 | 0 | 3 | 0  | 13 | −13  |               |

 Fuente: RSSSF
| 14-4-2009 | Turkmenistán                                      | 3–1     | Maldivas          | Galolhu National Stadium, Malé                             |                                                            |
|           | Nasyrow 42' · Şamyradow 49' · Mirzoýew 68' (pen.) | Reporte | Fazeel 61' (pen.) | Asistencia: 9000 espectadores Árbitro(s): Naser Al-Ghafary | Asistencia: 9000 espectadores Árbitro(s): Naser Al-Ghafary |

| 14-4-2009 | Filipinas | 1–0     | Bután | Galolhu National Stadium, Malé                       |                                                      |
|           | Gould 13' | Reporte |       | Asistencia: 200 espectadores Árbitro(s): Kadhum Auda | Asistencia: 200 espectadores Árbitro(s): Kadhum Auda |

| 16-4-2009 | Maldivas                                    | 3–2     | Filipinas                  | Galolhu National Stadium, Malé                            |                                                           |
|           | Fazeel 26' (pen.) · Ashfaq 45' · Naseer 82' | Reporte | Borromeo 11' · Gould 90+2' | Asistencia: 9000 espectadores Árbitro(s): Alireza Faghani | Asistencia: 9000 espectadores Árbitro(s): Alireza Faghani |

| 16-4-2009 | Bután | 0–7     | Turkmenistán                                                                   | Galolhu National Stadium, Malé                                  |                                                                 |
|           |       | Reporte | Ataýew 13' 67' 79' · Çoňkaýew 16' · Urazow 47' · Mingazow 62' · Mirzoýew 90+3' | Asistencia: 300 espectadores Árbitro(s): Hettikamkanamge Perera | Asistencia: 300 espectadores Árbitro(s): Hettikamkanamge Perera |

| 18-4-2009 | Turkmenistán                                                          | 5–0     | Filipinas | Galolhu National Stadium, Malé                            |                                                           |
|           | Del Rosario 26' (a.g.) · Şamyradow 54' 63' · Nasyrow 58' · Urazow 65' | Reporte |           | Asistencia: 400 espectadores Árbitro(s): Naser Al-Ghafary | Asistencia: 400 espectadores Árbitro(s): Naser Al-Ghafary |

| 18-4-2009 | Bután | 0–5     | Maldivas                                            | Galolhu National Stadium, Malé                        |                                                       |
|           |       | Reporte | Ashfaq 4' 36' · Fazeel 45+1' (pen.) 47' · Umair 80' | Asistencia: 9000 espectadores Árbitro(s): Kadhum Auda | Asistencia: 9000 espectadores Árbitro(s): Kadhum Auda |

### Grupo C
| Pos. | Equipo     | Pts. | PJ | G | E | P | GF | GC | Dif. | Clasificación |
| ---- | ---------- | ---- | -- | - | - | - | -- | -- | ---- | ------------- |
| 1    | Kirguistán | 2    | 2  | 0 | 2 | 0 | 2  | 2  | 0    | Clasificado   |
| 2    | Nepal (H)  | 2    | 2  | 0 | 2 | 0 | 1  | 1  | 0    |               |
| 3    | Palestina  | 2    | 2  | 0 | 2 | 0 | 1  | 1  | 0    |               |
| 4    | Afganistán | 0    | 0  | 0 | 0 | 0 | 0  | 0  | 0    |               |

 Fuente: RSSSF
Notas:
1. 1 2  Récord disciplinario: Nepal: 1 amarilla - Palestina: 3 amarillas.

| 26-3-2009 | Nepal | 0–0     | Palestina | Dasarath Rangasala Stadium, Katmandú                        |                                                             |
|           |       | Reporte |           | Asistencia: 12 000 espectadores Árbitro(s): Andre El Haddad | Asistencia: 12 000 espectadores Árbitro(s): Andre El Haddad |

| 28-3-2009 | Kirguistán         | 1–1     | Nepal       | Dasarath Rangasala Stadium, Katmandú                           |                                                                |
|           | Murzaev 86' (pen.) | Reporte | Maharjan 2' | Asistencia: 15 000 espectadores Árbitro(s): Yadollah Jahanbazi | Asistencia: 15 000 espectadores Árbitro(s): Yadollah Jahanbazi |

| 30-3-2009 | Kirguistán         | 1–1     | Palestina      | Dasarath Rangasala Stadium, Katmandú                   |                                                        |
|           | Murzaev 20' (pen.) | Reporte | Al-Sobakhi 29' | Asistencia: 2000 espectadores Árbitro(s): Yu Ming-hsun | Asistencia: 2000 espectadores Árbitro(s): Yu Ming-hsun |

### Grupo D
| Pos. | Equipo        | Pts. | PJ | G | E | P | GF | GC | Dif. | Clasificación |
| ---- | ------------- | ---- | -- | - | - | - | -- | -- | ---- | ------------- |
| 1    | Sri Lanka (H) | 7    | 3  | 2 | 1 | 0 | 9  | 4  | +5   | Clasificado   |
| 2    | Pakistán      | 5    | 3  | 1 | 2 | 0 | 9  | 3  | +6   |               |
| 3    | China Taipéi  | 4    | 3  | 1 | 1 | 1 | 7  | 3  | +4   |               |
| 4    | Brunéi        | 0    | 3  | 0 | 0 | 3 | 1  | 16 | −15  |               |

 Fuente: RSSSF
| 4-4-2009 | Sri Lanka                                   | 5–1     | Brunéi      | Sugathadasa Stadium, Colombo                        |                                                     |
|          | Jayasuriya 23' 53' 67' 73' · A. Mohamed 32' | Reporte | Kamarul 82' | Asistencia: 700 espectadores Árbitro(s): Zhao Liang | Asistencia: 700 espectadores Árbitro(s): Zhao Liang |

| 4-4-2009 | Pakistán     | 1–1     | China Taipéi  | Sugathadasa Stadium, Colombo                                |                                                             |
|          | A. Ahmed 53' | Reporte | Chang Han 21' | Asistencia: 400 espectadores Árbitro(s): Vladislav Tseytlin | Asistencia: 400 espectadores Árbitro(s): Vladislav Tseytlin |

| 6-4-2009 | Brunéi | 0–6     | Pakistán                                             | Sugathadasa Stadium, Colombo                                 |                                                              |
|          |        | Reporte | S. Khan 19' 61' 68' 78' · J. Khan 31' · A. Ahmed 84' | Asistencia: 200 espectadores Árbitro(s): Dilovarshokh Orzuev | Asistencia: 200 espectadores Árbitro(s): Dilovarshokh Orzuev |

| 6-4-2009 | China Taipéi     | 1–2     | Sri Lanka                         | Sugathadasa Stadium, Colombo                                |                                                             |
|          | Huang Wei-yi 80' | Reporte | Jayasuriya 35' · Ruwanthilake 39' | Asistencia: 1400 espectadores Árbitro(s): Khalid Al-Zahrani | Asistencia: 1400 espectadores Árbitro(s): Khalid Al-Zahrani |

| 8-4-2009 | China Taipéi                                                   | 5–0     | Brunéi | Sugathadasa Stadium, Colombo                                |                                                             |
|          | Chen Po-liang 11' 13' 58' · Huang Wei-yi 30' · Kuo Chun-yi 80' | Reporte |        | Asistencia: 1000 espectadores Árbitro(s): Khalid Al-Zahrani | Asistencia: 1000 espectadores Árbitro(s): Khalid Al-Zahrani |

| 8-4-2009 | Sri Lanka                        | 2–2     | Pakistán                 | Sugathadasa Stadium, Colombo                                 |                                                              |
|          | Ruwanthilake 2' · S. Sanjeev 88' | Reporte | S. Khan 82' · Bashir 84' | Asistencia: 3000 espectadores Árbitro(s): Vladislav Tseytlin | Asistencia: 3000 espectadores Árbitro(s): Vladislav Tseytlin |

### Segundos lugares
El mejor segundo lugar clasifica a la Copa Desafío de la AFC 2010. Debido al abandono de Afganistán del Grupo C, los partidos antes el cuarto lugar de cada grupo fueron excluidos.
| Pos. | Grp. | Equipo    | Pts. | PJ | G | E | P | GF | GC | Dif. | Clasificación |
| ---- | ---- | --------- | ---- | -- | - | - | - | -- | -- | ---- | ------------- |
| 1    | A    | Bangladés | 3    | 2  | 1 | 0 | 1 | 2  | 2  | 0    | Clasificado   |
| 2    | B    | Maldivas  | 3    | 2  | 1 | 0 | 1 | 4  | 5  | −1   |               |
| 3    | D    | Pakistán  | 2    | 2  | 0 | 2 | 0 | 3  | 3  | 0    |               |
| 4    | C    | Nepal     | 2    | 2  | 0 | 2 | 0 | 1  | 1  | 0    |               |

 Fuente: RSSSF
Notas:
1. 1 2  Diferencia de goles: Bangladés (0) - Maldivas (-1).
2. 1 2  Goles anotados: Pakistán (3) - Nepal (1).

## Clasificados
| - India U23 – Automático - Corea del Norte – Automático - Tayikistán – Automático - Birmania – Ganador Grupo A | - Turkmenistán – Ganador Grupo B - Kirguistán – Ganador Grupo C - Sri Lanka – Ganador Grupo D - Bangladés – Mejor segundo lugar |

## Goleadores
5 goles
- Safiullah Khan
- Kasun Jayasuriya

4 goles
- Ibrahim Fazeel

3 goles
- Chen Po-liang
- Ali Ashfaq
- Döwletmyrat Ataýew
- Berdi Şamyradow

2 goles
- Enamul Haque
- Mohammed Zahid Hossain
- Huang Wei-yi
- Mirlan Murzaev
- Chan Kin Seng
- Pai Soe
- Yazar Win Thein
- Adnan Ahmed
- Chad Gould
- Rohana Ruwanthilake
- Arif Mirzoýew
- Mekan Nasyrow
- Didargylyç Urazow

1 gol
- Mohd Mamunul Islam
- Kamarul Ariffin Ramlee
- Keo Sokngon
- Teab Vathanak
- Chang Han
- Kuo Chun-yi
- Che Chi Man
- Leong Chong In
- Mukhthar Naseer
- Mohamed Umair
- Murun Altankhuyag
- Donorovyn Lkhümbengarav
- Khin Maung Lwin
- Myo Min Tun
- Pyae Phyo Oo
- Biraj Maharjan
- Atif Bashir
- Jadid Khan Pathan
- Said Al-Sobakhi
- Alexander Borromeo
- Asmeer Lathif Mohamed
- Shanmugarajah Sanjeev
- Gahrymanberdi Çoňkaýew
- Ruslan Mingazow

Autogoles
- Geofredo (ante Mongolia)
- Anton del Rosario (ante Turkmenistán)